# Синьские арамбаши

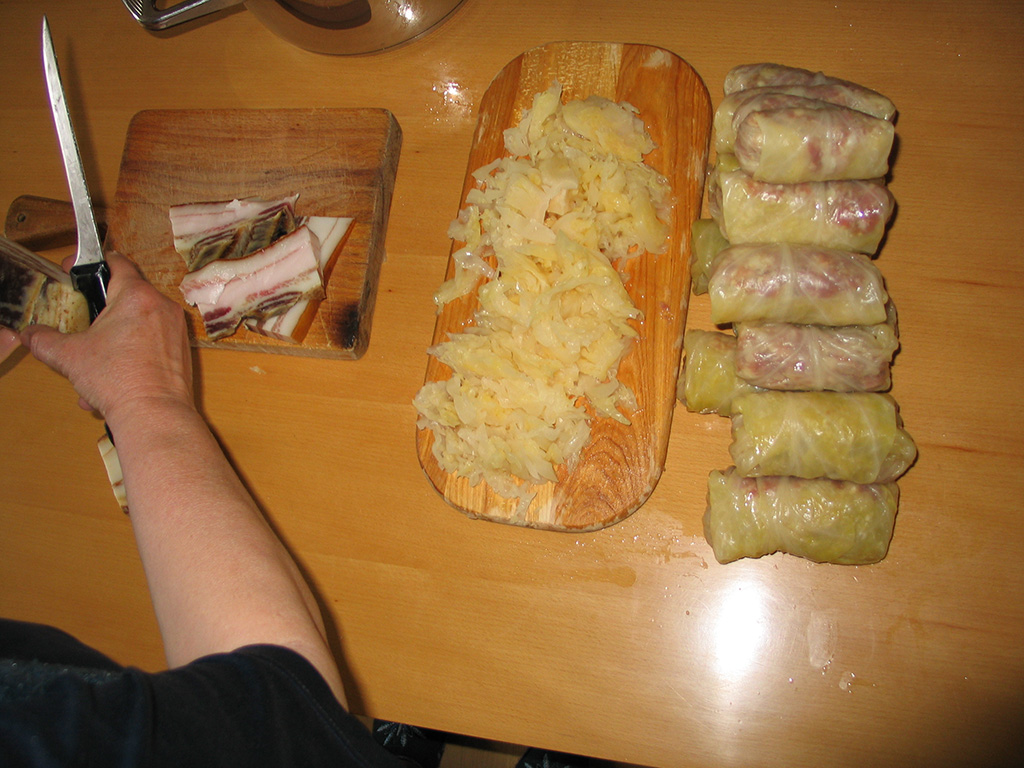
Приготовление синьских арамбашей

Синьские арамбаши или Синьские арамбашичи (хорв. Sinjski arambaši) — традиционное блюдо хорватского региона Синь, которое обычно готовят на праздники Синьска алка, Синьской Богоматери, Рождества и Нового года. Синськие арамбаши напоминают сарму, но во многом от нее отличаются: мясо для начинки мелко рубят ножом, добавляют различные виды сушеного мяса, мускатный орех, корицу и гвоздику, но не добавляют рис. Название арамбаши, вероятно, происходит от прозвища харамбаша, предводителя отряда гайдуков, поскольку голубцы расставлены в глиняных горшках, как солдаты.
Приготовление блюда «Синь-арамбаш» характерно для региона Цетина, расположенного в верхнем и среднем течении реки Цетина между Динарой, Свилаей и Камешницей. Техника заворачивания начинки и ее варки в соке известна еще со времен Римской империи. Однако практика фарширования квашеной капустой появилась в Средние века в монастырях Каролингов на границе Франции и Германии. В хорватский регион она попала через Анатолийско-Турецкий Восток, унаследовавший его от Византии. Предполагается, что название «арамбаши» произошло со времен турецкой оккупации, когда «арамбаши» стало синонимом сопротивления народа туркам. Блюдо, которое жители Синья переняли у турок, получило новые вкусы и новое название в честь главаря гайдуков — харамбаши.

## Приготовление
Синьские арамбаши готовятся из смешанной рубленой говядины и свинины, а также рубленого сушеного бекона, к которому добавляются лук, чеснок и специи. Смесь заворачивают в листья квашеной капусты. Натертую квашеную капусту и арамбаши укладывают слоями в смазанную маслом форму, между ними кладут сушеное мясо, например, прошутто , панчетту , сушеный язык или домашнюю колбасу (суджук). На дно кладут говяжью кость, или вяленую свинину, или даже вяленое баранье мясо (каштрадина). Все покрывают квашеной капустой, заливают водой и варят, не помешивая, несколько часов .

## Защита
Метод приготовления традиционного блюда «Синьские арамбаши» является охраняемым нематериальным культурным достоянием, зарегистрированным под номером Z-3355 Министерством культуры Республики Хорватия в категории знаний и навыков .